# Never Forget You (singel Mariah Carey)
Never Forget You – piosenka napisana przez Babyface i Mariah Carey, która została nagrana na jej trzeci album Music Box. Została wydana jako czwarty singel z albumu w pierwszym kwartale 1994 roku. Do piosenki ani do jej remiksów nie powstał teledysk, stała się pierwszym komercjalnym singlem, który nie był promowany. Piosenka nigdy nie została wykonana publicznie nawet w czasie trwania Music Box Tour.

## Listy przebojów
W czasie wydania singla, Billboard uznał, że podwójne single będą notowane na podstawie zajmowanych miejsc: ten który zdobędzie wyższe pozycje to strona A. Na amerykańskich listach to "Without You" stał się stroną A, znajdując się na 3. miejscu Hot 100 i pozostając w pierwszej 40. przez 21 tygodni. 
Na listach R&B było odwrotnie. "Never Forget You" został notowany jako strona A, dzięki czemu osiągnął status Złotej Płyty (RIAA).

## Inne wersje i remiksy
Remiksy R&B Jermaine'a Dupri piosenki zostały uwzględnione na maxi singlach. Edycja radiowa, extended i instrumentalna zostały zastąpione przez remiks Babyface'a z nowym, pulsującym rytmem R&B. Instumentalna wersja została wykorzystana do odcinka MTV Cribs, gdy Mariah znajduje się w swoim salonie.
Piosenka została nagrana przez japoński zespół "Double". 

## Singel
Singel został wydany w Australii, Europie i Stanach Zjednoczonych jako singel PROMO, ale został również wydany jako singel komercyjny w USA.
- PROMO CD

-  SAMP 601
-  SAMP 2417
-  CSK 5615 
1. Never Forget You

- PROMO CD

-  CSK 5968
1. Never Forget You (Radio Edit)
2. Never Forget You (Extended)
3. Never Forget You (Instrumental)

- KOMERCYJNY MC / CD / LP

-  44T 77418 / 44K 77418 / 44 77418
1. Never Forget You (Radio Edit)
2. Never Forget You (Extended)
3. Never Forget You (LP Version)
4. Never Forget You (Instrumental)
5. Without You (LP Version)

Lista utworów na płycie gramofonowej jest ułożona w inny sposób, jednak zawartość nie uległa zmianie. 

## Pozycje na listach przebojów
| Tytuł                            | Lista (1994)                                    | Najwyższa pozycja |
| -------------------------------- | ----------------------------------------------- | ----------------- |
| "Without You"/"Never Forget You" | U.S. Billboard Hot 100                          | 3                 |
| "Without You"/"Never Forget You" | U.S. Billboard Hot 100 Airplay                  | 2                 |
| "Without You"/"Never Forget You" | U.S. Billboard Hot Singles Sales                | 3                 |
| "Never Forget You"/"Without You" | U.S. Billboard Hot R&B/Hip-Hop Singles & Tracks | 7                 |
| "Never Forget You"               | U.S. Billboard Hot R&B/Hip-Hop Airplay          | 26                |
| "Never Forget You"               | U.S. Billboard Hot R&B/Hip-Hop Singles Sales    | 7                 |
| "Without You"                    | U.S. Billboard Mainstream Top 40                | 2                 |
| "Without You"                    | U.S. Billboard Rhythmic Top 40                  | 9                 |
| "Without You"                    | U.S. Billboard Adult Contemporary               | 4                 |